# 岐阜市立京町小学校
岐阜市立京町小学校（ぎふしりつ きょうまちしょうがっこう）は、かつて岐阜県岐阜市に存在した公立小学校。

## 概要
- 校区の児童数減少により、2002年に岐阜市立小学校及び中学校の通学区域審議会により、「旧市内における岐阜立小学校及び中学校の通学区域のあり方について」の答申で金華小学校との統廃合が提言された[1]。その後2008年に両校を統合した岐阜市立岐阜小学校の開校により廃校された。
- 校舎は2008年から2010年までは岐阜小学校の校舎として使用された。その後校舎は取り壊され、跡地に岐阜中央中学校が開校している。

## 沿革
京町小学校の前身校は金華小学校と同じく、1873年に開校した大観舎である。1886年に尋常小学校と高等小学校に分かれたさい、尋常小学校が後の金華小学校、高等小学校が後の京町小学校となった。
- 1973年（明治6年）2月 - 
  - 米屋町[注釈 1]に大観舎が開校。校舎は旧・尾張藩役所を使用。
- 1874年（明治7年）4月 - 大観舎が新築移転。同時に金華学校（男子校）と伊奈波学校（女子校）に分立する。
- 1878年（明治11年）7月 - 金華学校と伊奈波学校が合併し、岐阜学校となる。
- 1886年（明治19年） - 岐阜学校が岐阜尋常小学校[注釈 2]と岐阜高等小学校に分離する。
- 1889年（明治22年）7月1日 - 岐阜町[注釈 3]、富茂登村、稲束村、小熊村、今泉村、及び上加納村北部が合併し市制施行。岐阜市となる。
- 1891年（明治24年）10月28日 - 濃尾地震による火災の延焼により、校舎が全焼。円龍寺[注釈 4]を仮校舎として授業を行う。
- 1893年（明治26年） - 岐阜市鶯谷に新築移転。
- 1894年（明治27年） - 岐阜市高等小学校に改称する。
- 1900年（明治33年） - 岐阜市今泉[注釈 5]に移転。
- 1907年（明治40年） - 岐阜市尋常高等小学校に改称する。
- 1925年（大正14年） - 京町尋常高等小学校に改称する。
- 1927年（昭和2年） - 本郷尋常小学校が開校し、校区の一部が移る。
- 1939年（昭和14年） - 旧制・岐阜中学校跡地[注釈 6]に移転。
- 1941年（昭和16年）4月1日 - 京町国民学校に改称する。
- 1945年（昭和20年）7月9日 - 岐阜空襲により校舎が全焼する。上宮寺[注釈 7]、願誓寺[注釈 8]、東別院幼稚園に分散授業となる。
- 1946年（昭和21年） - 仮校舎が完成。
- 1947年（昭和22年）4月1日 - 岐阜市立京町小学校に改称する。
- 1948年（昭和23年） - 校舎を再建する。
- 2008年（平成20年）3月31日 - 金華小学校との統合により、廃校。